# Alpine Racer 3
Alpine Racer 3 est un jeu vidéo de ski alpin développé et édité par Namco, sorti en 2002 sur borne d'arcade et PlayStation 2.

## Accueil
- Gamekult : 2/10 (PS2)[1]
- Jeux vidéo Magazine : 5/20 (PS2)[2]
- Jeuxvideo.com : 6/20 (PS2)[3]